# Sebastián Gómez (kolumbijski piłkarz)
Sebastián Gómez Londoño (ur. 3 czerwca 1996 w Girardocie) – kolumbijski piłkarz występujący na pozycji środkowego pomocnika, reprezentant Kolumbii, od 2019 roku zawodnik Atlético Nacional.
Jego brat Felipe Gómez również jest piłkarzem.